# Canet (Hérault)
Canet é uma comuna francesa na região administrativa da Occitânia, no departamento de Hérault. Estende-se por uma área de 7.32 km², e possui 3.494 habitantes, segundo o censo de 2018, com uma densidade de 480 hab/km².